# Inflația prin structuri
Se caracterizează prin practicarea unor prețuri ridicate fără o legătură directă cu creșterea cererii sau scăderea ofertei; se datoreazǎ structurii oligopoliste sau monopoliste a economiei, care împiedică manifestarea concurenței și ca atare permite practicarea unor prețuri ridicate.